# Mukayras
Mukayrās (auch: Mukayris; arabisch مكيراس, DMG Mukairās) ist eine Stadt im Gouvernement al-Baidā', Jemen. Sie liegt in einer Höhe von 2170 m, etwa 20 km südöstlich von al-Baidā'. Rund 30 km südöstlich liegt Lawdar. Die Stadt stand von 1839 bis 1967 unter britischem Protektorat.
Der Flugplatz Mukayras liegt südwestlich des Stadtgebietes und hat den IATA-Flughafencode UKR und den ICAO-Flugplatzcode OYMS.